# Lophophanes dichrous
El herrerillo crestigrís (Lophophanes dichrous) es una especie de ave paseriforme de la familia Paridae propia de las montañas de Asia.

## Distribución y hábitat
Se encuentra en las laderas del Himalaya y las montañas que circundan el este de la meseta tibetana, por el sur y centro de China.